# Крейг, Дэвид
Дэвид Паркер Крейг (англ. David Parker Craig, 23 декабря 1919 — 1 июля 2015) — австралийский химик, профессор физической и теоретической химии, почётный профессор в Исследовательской школе химии Австралийского национального университета в Канберре.

## Биография

### Детство
Дэвид Паркер Крейг родился в Сиднее 23 декабря 1919 года. Его отец, Эндрю Хантер Крейг, был дипломированным бухгалтером родом из Ноттингема. В 1911 году эмигрировал в Австралию в поисках более теплого климата. Мать Дэвида, Мэри Джейн Крейг (Паркер), родилась в Карлайле в 1887 году и эмигрировала в Австралию в 1915 году. Эндрю и Мэри поженились в Нью-Норфолке в 1915 году. Дэвид был их единственным сыном.

### Образование
Дэвид учился в средней школе Нокса в Сиднее в 1927-1931 годах, а затем поступил в Среднюю школу англиканской церкви в Сиднее, где обучался с 1931 по 1936 год Дэвид поступил в Сиднейский университет в 1937 году, изучал математику, физику и химию и получил степень бакалавра с отличием в 1940 году. Его исследовательский проект по химии, которым руководил Д. П. Меллор, был посвящен магнетохимии комплексов переходных металлов. Дэвид получил степень магистра наук в 1941 году.

### Вторая Мировая Война
После получения степени магистра наук Дэвид стремился помочь армии там, где могла бы пригодиться его научная подготовка, в частности в службе обнаружения подводных лодок. Однако, из-за проваленного теста на дальтонизм, он отправился служить во Вторых Австралийских Императорских силах адъютантом генерал-лейтенанта сэра Айвена Маккея, который в гражданской жизни был физиком. Дэвид проходил службу сначала в Дарвине, затем в Новой Гвинее. Айвен дал ему свою копию биографии Джеймса Клерка Максвелла, позднее познакомил его лично с Джулиусом Стрэттоном во время его научной миссии в Австралию, который в 1941 году написал важнейшую работу своей жизни — книга «Электромагнитная теория», что позднее сыграло важную роль в спектроскопических исследованиях Дэвида.
В ходе своей службы Дэвид был переведен в Сиднейский университет, где работал с Адриеном Альбертом. Их совместная работа была посвящена разработке бактериостатических агентов, в частности аминоакридинов. Из-за большого числа новых студентов, в том числе из бывших солдат, Дэвид в 1944 году был назначен преподавателем химии в Сиднейском университете.

### Университетский колледж Лондона (1946—1952)
После окончания Второй Мировой войны Дэвиду Крейгу предложили стипендии в Ливерпульском университете и в Лондонском университетском колледже. Дэвид выбрал Лондонский университетский колледж, в связи с тем, что Кристофер Ингольд основал там кафедру физической химии, которая имела большой научный авторитет в те годы. Он поступил в Лондон в 1946 году, переехав туда в октябре. При поступлении в колледж Дэвид заявился на соискание ученой степени доктора наук, его научным руководителем был сам Кристофер Ингольд.
В 1948 году Дэвид был назначен лектором и вошёл в преподавательский состав как подающий большие надежды ученый. Работа Дэвида в Университетском колледже Лондона была посвящена теоретическому квантово-механическому расчету электронных структур и спектров малых ароматических молекул, в ходе работы он сотрудничал со своим коллегой из Сиднея, Алланом Макколлом. За эту работу он в 1949 году получил степень доктора наук.
В ходе своей работы Дэвид начал расчеты с молекулы антрацена, но вскоре понял, что она слишком сложна для расчета без вычислительных средств, и занялся изучением структуры бензола как наиболее простой и симметричной ароматической молекулы. Его интересовало, что является определяющим свойством ароматических структур, и в частности, правила Хюккеля. Он предложил изменённую версию, известную как правила Крейга, но к ним вскоре были найдены исключения. В дальнейшем научные интересы Аллана разошлись с Дэвидом, Дэвид же в свою очередь продолжал работать над квантовомеханическими расчетами, и стал сотрудничать с Робертом Парром, а также Иэном Гордоном Россом. В ходе работы они выяснили, что симметричные колебания в системе бензола с полосой 2600 Å по своей сути являются нарушением приближения Борна-Оппенгеймера. Во время визита Эдварда Теллера, Дэвид обсудил с ним собственные наработки, и в дальнейшем поддерживал связь.
В 1952 году Дэвид Крейг принял предложение вернуться в Сиднейский университет на должность профессора физической химии.

### Сиднейский Университет (1952—1956)
После возвращения в Австралию Дэвид начал совместную работу с приглашенным из Оксфорда профессором Артуром Джоном Бёрчем. В те годы факультет химии в Сиднейском Университете находилась в процессе реорганизации на три крупных кафедры — неорганической, органической и физической химии. Возглавить их должны были Раймон Ле Февр, Артур Бёрч и Дэвид Крейг соответственно. Несмотря на нехватку оборудования на кафедре, Дэвид проводил экспериментальную работу с помощью кварцевого спектрографа Хилгера, а также занимался теоретическими расчетами.

### Университетский колледж Лондона (1956—1967)
В конце 1955 года Дэвид Крейг получил предложение от Кристофера Ингольда о возвращении в Университетский колледж Лондона в качестве почетного профессора химии в области теоретической химии. Дэвид согласился и отправился в Англию в 1956 году со своей семьей на большом грузовом судне. В октябре, к началу учебного года, Дэвид добрался в Лондон и приступил к работе. В научном плане, интересы Дэвида стали посвящены возбужденным состояниям в кристалле, а не в газовой среде, как ранее. Эта работа выполнялась совместно с Р. Хоббинсом. В 1964 году одним из коллег Дэвида Эдвином Пауэром была предложена теория КЭД, обобщающая предыдущие наработки в области квантовомеханических расчетов.

### Австралийский национальный университет (1967—1985)
После основания в 1946 году Австралийского национального университета он быстро становился передовым международным центром, и в 1967 году в планах правительства Австралии и университета было создание мощной школы химии, которая бы соответствовала заданным высоким стандартам и могла привлечь перспективных ученых из Великобритании и США. Дэвид принял предложение о возвращении, и по прибытии быстро создал вокруг себя энергичную исследовательскую группу. Их научные интересы были посвящены экспериментальному и теоретическому исследованию молекул в основном и возбужденном состояниях. Так, в 1968 году этой группой был представлен обзор теории экситонов. Позднее, центральной темой исследований Дэвида стала хиральность молекул, что являлось логическим продолжением его работ по КЭД.

### Пенсия
После выхода на пенсию он продолжал работать над проблемами квантовой электродинамики в сотрудничестве со своим бывшим коллегой из Университетского колледжа Лондона Тиру Тирунамачандраном.
Дэвид официально ушёл в отставку со своей должности профессора физической и теоретической химии в 1984 году и стал сначала научным сотрудником Австралийского национального университета на трехлетний срок, а затем приглашенным научным сотрудником на кафедре химии. При этом он регулярно возвращался в качестве приглашенного научного сотрудника в Университетский колледж Лондона. В 1985 году был назначен офицером ордена Австралии «в знак признания заслуг перед обществом, особенно в области физической химии» и был награждён медалью Столетия «за заслуги перед австралийским обществом и наукой в области теоретической химии». В 1985 году он был избран казначеем Австралийской академии наук. После завершения своего срока в качестве казначея Дэвид был избран президентом Академии, и эту должность он занимал с 1990 года. Важным достижением в течение этого срока стало создание Австралийского научного фонда, который предоставил Академии прочную базу средств для развития её ресурсов. В честь выдающегося вклада Дэвида в химические исследования Академия в 2000 году учредила медаль Дэвида Крейга.
Дэвид был назначен председателем Научно-технического совета премьер-министра, на заседаниях которого регулярно присутствовал премьер-министр Боб Хоук. Опыт Дэвида Крейга был также использован правительством при его назначении на должность исполнительного директора Государственного объединения научных и прикладных исследований с 1989 по 1995 год.

### Семья и дети
Дэвид Крейг женился на Веронике (Ронии) Брайден-Браун 25 августа 1948 года в Кавершеме. У Дэвида и Ронии было четверо детей: Эндрю (1949), Хью (1952), Мэри Луиза (1955) и Дуглас (1961).

### Смерть
В возрасте 95 лет Крейг умер 1 июля 2015 года в больнице Кэлвери в Канберре.

## Признание
Дэвид Крейг был удостоен множества наград и признан международным научным сообществом как талантливый химик-теоретик.
Стипендии:
- Исследовательская стипендия Turner & Newall (1946)

Дэвид Крейг:
- Преподаватель Фонда Наффилда в Канаде (1963)
- Избранный член Королевского общества (1968)
- Избранный член Австралийской академии наук (1969)
- Приглашенный профессор, Шеффилдский университет
- Член Международной академии квантово-молекулярных наук (1977)
- Офицер ордена Австралии (1985)
- Почетный доктор Болонского университета (1985)
- Почетный доктор Сиднейского университета (1985)
- Президент Австралийской академии наук (1990)
- Почетный член Королевского общества Нового Южного Уэльса (2013)

Был приглашенным лектором:
- Почетный лектор Университета Северной Каролины (1966)
- Лекция Корд Моргана в Юго-Восточной Азии от Королевского общества (1969)
- Лектор Мемориала Сивера, Университет Южной Калифорнии (1972)
- Лектор Королевского химического общества в Австралии (1974)
- Исследовательский лекторий Ливерсиджа, Королевское общество Нового Южного Уэльса (1982)
- Лекторий им. Б. Д. Стила, Квинслендский университет (1983)
- Лектор в школе Рассела Гримвэйда, Королевский Австралийский химический институт (1985)

Удостоен:
- Мемориальная медаль Герберта Смита, Королевский Австралийский химический институт (1972)
- Медаль Лейтона, Королевский Австралийский химический институт (1991)
- Медаль столетия, Правительство Австралии (2001)